# Yves Gandon
Pour les articles homonymes, voir Gandon.
Yves Gandon, né le 3 juin 1899 à Blois et mort le 12 janvier 1975 à Paris 9e, est un écrivain français, lauréat du Grand prix du roman de l'Académie française en 1948.

## Biographie
Yves Pierre Louis Gandon est le fils d’Émile Albert Gandon, à sa naissance graveur-lithographe puis administrateur d'une fabrique de registres, et Jeanne Céline Mora. Il réalise de bonnes études au collèges Urbain IV à Troyes et Immaculée-Concption à Saint-Dizier, puis il obtient une licence ès lettres à la faculté des lettres de Paris en 1917. A l'issue de celles-ci, il s'engage en janvier 1918 pour la durée de la guerre comme soldat dans un régiment d'artillerie, combat sur le front de Champagne et en Belgique avant d'être démobilisé en 1919 (il sera remobilisé en 1939 comme sergent puis démobilisé le 10 août 1940). Il épouse à Alfortville le 12 avril 1928 Milena Gioconda Maria Sabbatini, avec qui il aura trois filles (Yvette, Françoise et Michelle).
Durant l'entre-deux-guerres, en plus de ses activités littéraires, il travaille comme secrétaire de rédaction de l'hebdomadaire Noir et Blanc (1934-35), dans l'édition, notamment comme chef du service de presse des éditions Flammarion (1936) puis à la direction littéraire des éditions Robert Laffont (1945).
La poésie est, dans l'œuvre abondante de ce critique (Le démon du style) et de ce romancier (Le pré aux dames) de grande qualité, un "domaine réservé". Fantaisiste et lyrique, allègre et fervent tour à tour dans Ventres de guignols (1922), Blason de la mélancolie, que préfaça Léon-Paul Fargue (1936), Prières de la dernière nuit (1943), Petite Suite d'été (1957), il s'est plu à pasticher la poésie chinoise dans Le pavillon des délices regrettés (1942), La terrasse des désespoirs (1943) et Rêveries sur les divins empereurs (1943), trois plaquettes qui ont été réunies, en 1947, sous le titre de la première, en un volume plusieurs fois réédité depuis lors. Ces poèmes, attribués à un imaginaire poète chinois du siècle passé, Tsing Pann Yang, étaient à tel point réussis que la critique s'y trompa et chanta les louanges du "plus grand poète chinois du XIXe siècle".
Yves Gandon est président de la Société des gens de lettres de 1957 à 1959, président du PEN club français de 1959 à 1973 et président de l'Association internationale de la critique littéraire de 1969 à 1975. Il reçoit le Grand Prix de la Critique en 1938, le Prix Montyon en 1943, le Prix Alfred Née en 1946, le Grand prix du roman de l'Académie française en 1948, le Grand Prix de la ville de Paris en 1952, prix Gustave Le Métais-Larivière de l'Académie française en 1969 pour l'ensemble de son œuvre.
Nommé chevalier puis promu officier de la Légion d'honneur , il est décoré dans les deux cas (23 décembre 1950 et 6 octobre 1958) par son ami l'écrivain Pierre Benoit, membre de l'Académie française.
Grand voyageur, il a fait plusieurs fois le tour du monde et collectionnait les tableaux et les objets d'arts exotiques. Il fut président de la Société des amateurs d'art et collectionneurs (1960-62).

## Décorations
- Officier de la Légion d'honneur (décret du 11 juillet 1958) ; chevalier par décret du 15 novembre 1950[4].
- Commandeur de l'ordre des Arts et des Lettres (2 octobre 1963)[6]; nommé directement officier le 25 septembre 1957 à la création de l'Ordre[4].
- Commandeur de l'ordre de l'Infant Dom Henri (Portugal)[2].
- Officier de l'ordre national de Côte d'Ivoire[2]

## Œuvre
- 1938 : Le Démon du style, éditions Plon (Nouvelle édition revue et corrigée,1960)
- 1942 : Amanda, éditions Albin Michel – prix Montyon de l’Académie française en 1943
- 1943 : Le métier d'homme, éditions Lugdumun
- 1945 : Le Dernier blanc, éditions Robert Laffont – prix Alfred-Née de l’Académie française en 1946
- 1946 : Le Pavillon des délices regrettées (ill. de Sylvain Sauvage), éditions Marcel Lubineau
- 1946 : Selon Hyacinthe, éditions Universelles
- 1948 : Ginèvre – Grand prix du roman de l'Académie française
- 1951 : Cent ans de jargon : ou de l'écriture artiste au style canaille, J. Haumont
- 1957 : Le Pré aux dames, éditions Robert Laffont – Grand Prix de la Ville de Paris
- 1959 : Champagne, coll. "Les Albums des Guides Bleus", Librairie Hachette
- 1964 : Le Pavillon des délices regrettées (illustrations de Sylvain Sauvage, Henri Vilcoq et Cie).
- 1964 : Le lotus naît dans la boue : Histoires exotiques (recueil de nouvelles), éditions Robert Laffont
- 1972 : Du style classique, éditions Albin Michel